# Дмитровское-на-Волге
Дмитровское-на-Волге — деревня в Калининском районе Тверской области. Относится к Заволжскому сельскому поселению.
Расположена западнее Твери, на левом берегу Волги. Застройка начинается сразу от границы города (от крайних домов бывшей деревни Черкассы, которая вошла в городскую черту). К северу от деревни посёлок Дмитрово-Черкассы.
В деревне родился Герой Советского Союза (1945) Алексей Тимофеевич Аболихин (1918—1945).

## Население
| 2010 |
| ---- |
| 320  |